# 大鲍尔曹
大鲍尔曹，是匈牙利包尔绍德-奥包乌伊-曾普伦州所辖的一个村。总面积14.39平方公里，总人口1085，人口密度75.4人/平方公里（2011年1月1日）。